# Nuit noire 17 octobre 1961
Nuit noire 17 octobre 1961 (br A Batalha de Paris) é um telefilme francês de 2005, dos gêneros drama e guerra, dirigido por Alain Tasma. Coproduzido pelo Canal+ e pela France 3 Cinéma, o filme teve a primeira transmissão televisiva em 7 de junho de 2005, sendo lançado nos cinemas alguns meses depois, em 19 de outubro de 2005.

## Sinopse
O filme retrata um episódio que foi omitido dos livros franceses por quatro décadas: o massacre, pela polícia francesa, de centenas de manifestantes argelinos em Paris na noite de 17 de outubro de 1961. Eles protestavam contra a prisão de 11 mil imigrantes argelinos realizada pelo chefe da polícia, enquanto o presidente Charles de Gaulle negociava a independência da Argélia. Realizado com estética documental, o filme retrata vários personagens do evento e seus pontos de vista.

## Elenco
- Clotilde Courau ... Sabine
- Florence Thomassin ... Nathalie
- Vahina Giocante ... Marie-Hélène
- Atmen Kelif ... Tarek
- Jalil Naciri ... Maurice
- Thierry Fortineau ... Papon
- Aurélien Recoing ... Somveille
- Serge Riaboukine ... Brigadeiro Tiercé
- Jean-Michel Portal ... Martin
- Jean-Michel Fête ... Bertaut
- Philippe Bas ...	Delmas